# Латша, Ганс
Ганс Латша (нем. Hans Latscha) — германский регбист, серебряный призёр летних Олимпийских игр 1900.
На Играх Латша входил в сборную Германию, которая в единственном матче проиграла Франции со счётом 21:17, получив серебряные медали.